# آیمه بیکمان
آیمه بیکمان (استونیایی: Aimée Beekman؛ زادهٔ ۲۰ آوریل ۱۹۳۳) نویسنده کودکان و رمان‌نویس اهل استونی است. وی در استونی به دلیل چاپ چند کتاب و ارائه تصویرهای واقع‌گرایانه  از زندگی مدرن شناخته میشود. 